# Starrtjärnen (Los socken, Hälsingland)
Starrtjärnen är en sjö i Ljusdals kommun i Hälsingland och ingår i Dalälvens huvudavrinningsområde.